# 800-летие Москвы

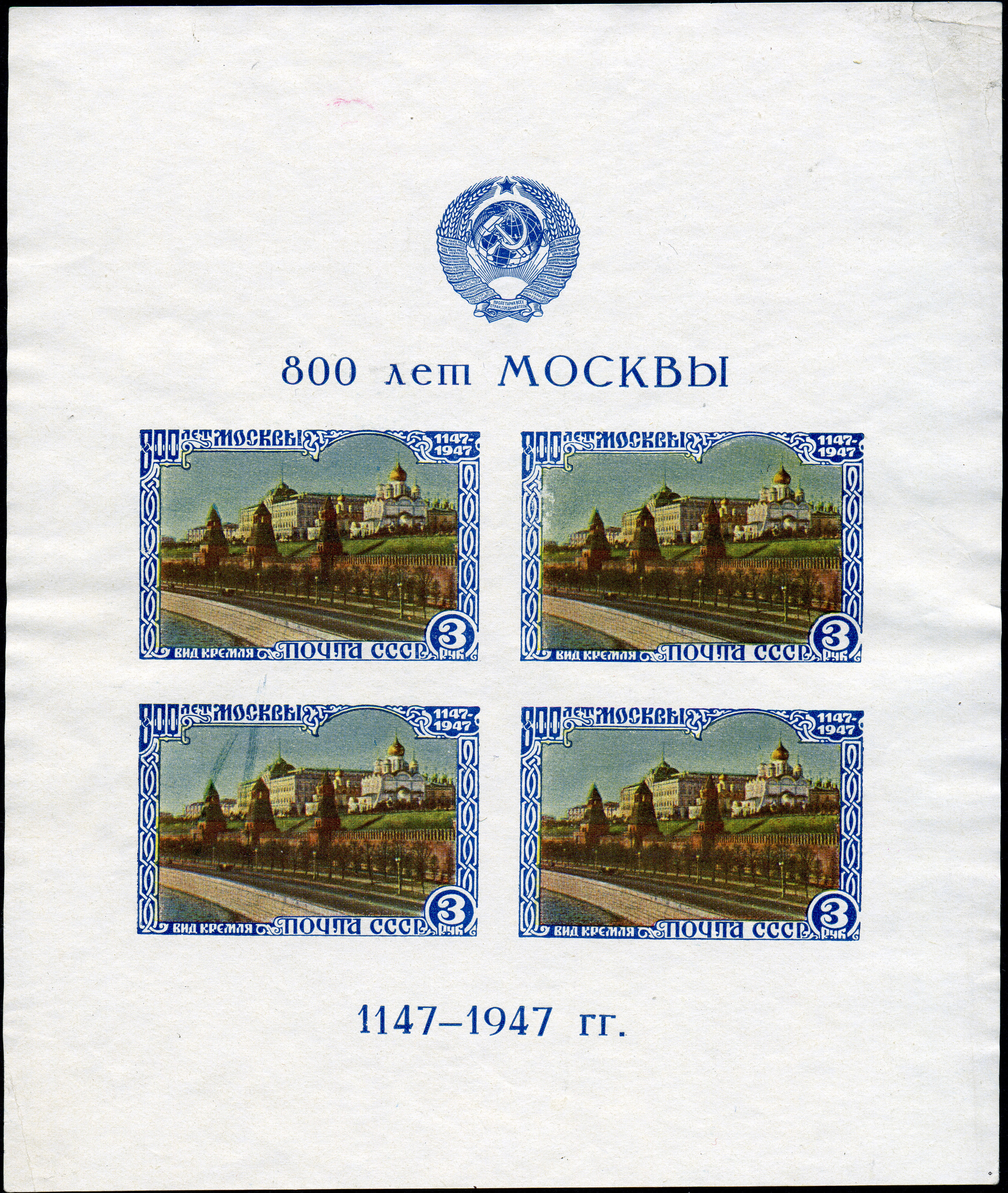
Блок памятных почтовых марок в честь 800-летия Москвы, 1947

«800-летие Москвы» — юбилейный день города, отмечавшийся в Москве 7 сентября 1947 года.
Праздник был устроен по инициативе Георгия Попова в один день с юбилеем Бородинского сражения. К этому празднованию было приурочено заложение восьми высотных зданий — по одному на каждое столетие, и переименование канала Москва — Волга в канал имени Москвы.

## История
Первый раз праздник по поводу юбилея Москвы был устроен в 1847 году, на 700-летие города. Авторами идеи стали общественные деятели-славянофилы Михаил Погодин и Константин Аксаков. Трёхдневные гуляния были запланированы на апрель (в связи с датой первого поминания Москвы в летописи, 4 апреля 1147 года, и приходом климатической весны и первой теплой погоды в городе), но император Николай I, не доверявший славянофилам как политической оппозиции, перенёс их на 1 января и ограничил одним днём.
Следующая попытка отметить юбилей Москвы пришлась уже на эпоху после Второй мировой войны. В 1947 году председатель исполкома Московского городского Совета народных депутатов Георгий Попов предложил отпраздновать 800-летие города, но перенести торжества на сентябрь, чтобы совместить их с юбилеем Бородинского сражения. Инициатива была утверждена приказом Иосифа Сталина.
Для подготовки празднования был создан специальный комитет, в который вошли член Политбюро ЦК ВКП(б) Лаврентий Берия, заместитель министра иностранных дел СССР Андрей Вышинский, учёные Сергей Вавилов и Сергей Бахрушин, инженер-архитектор Алексей Щусев. Накануне праздника город благоустроили, очистили от мусора, отремонтировали основные магистрали и фасады зданий. Основное внимание предполагалось уделить не истории и архитектуре дореволюционной Москвы, а демонстрации достижений «социалистического строительства».
6 сентября в Большом театре прошло торжественное заседание Моссовета, посвящённое предстоящему празднику. В нём приняли участие представители партийных и общественных организаций, Советской армии, советские и зарубежные делегации. На заседании был оглашён указ Президиума Верховного Совета СССР о награждении Москвы орденом Ленина. Указ Президиума о награждении зачитал по центральному радио Юрий Левитан, а Георгий Попов прикрепил орден к знамени Моссовета в Георгиевском зале Большого Кремлёвского дворца. В тот же день патриарх Московский и всея Руси Алексий I отправил официальную поздравительную телеграмму Сталину.
Орден Ленина также получили многие московские предприятия: Московский метрополитен, Рублёвская водопроводная станция, Больница имени Боткина, Газовый завод и другие. Канал Москва — Волга переименовали в канал имени Москвы. Перед зданием Моссовета состоялась закладка памятника Юрию Долгорукому. Он был установлен позднее, в 1954 году.
К 800-летию города было приурочено основание Музея древнерусской культуры и искусства имени Андрея Рублёва в Спасо-Андрониковом монастыре. Эта идея принадлежала художнику и академику Игорю Грабарю. Также были отреставрированы фасады Лефортовского и Юсуповского дворцов, домов писателей Николая Гоголя и Александра Грибоедова.
С юбилеем было связано решение городских властей о строительстве «сталинских высоток»: изначально планировалось построить восемь зданий по количеству веков. Восьмое здание по проекту архитектора Дмитрия Чечулина планировали построить на территории современного парка «Зарядье». Оно предназначалось для Наркомата тяжёлой промышленности СССР и должно было насчитывать 32 этажа и 275 метров в высоту. После смерти Сталина стройку заморозили, и лишь в 1960-е годы на оставшемся стилобате было возведено здание гостиницы «Россия».

## Празднование
Торжества по случаю празднования 800-летия Москвы состоялись 7 сентября 1947 года. В газете «Правда» было опубликовано обращение Сталина с приветствием к столице. Глава государства обозначил главные исторические заслуги Москвы: роль в объединении русских земель, освобождении от монгольского ига, польско-литовского нашествия и наполеоновских войск. Советская Москва, по мнению Сталина, стала «образцом для всех столиц мира» и «знаменосцем новой эпохи». Впоследствии эта концепция была взята за «основу идеологического подхода» для новых московских топонимов.
Центральные улицы города были освещены иллюминацией, на время народных гуляний на них открылись многочисленные кафе и уличные буфеты. На улицах играли духовые оркестры, крупнейший из которых занял площадку между Большим и Малым театрами, были выставлены довоенные танки с выгравированными датами 1147—1947. Город украшали советские флаги, портреты Владимира Ленина и Иосифа Сталина. На стадионе «Динамо» прошёл спортивно-художественный праздник.
Американский писатель Джон Стейнбек, посетивший Москву в 1947 году, вспоминал о Дне города:
По улицам шествовали слоны из зоопарка, а перед ними шли клоуны... Шоу на стадионе «Динамо» длилось весь день... В музеях было столько народу, что невозможно войти, в театрах столпотворение.

## Память

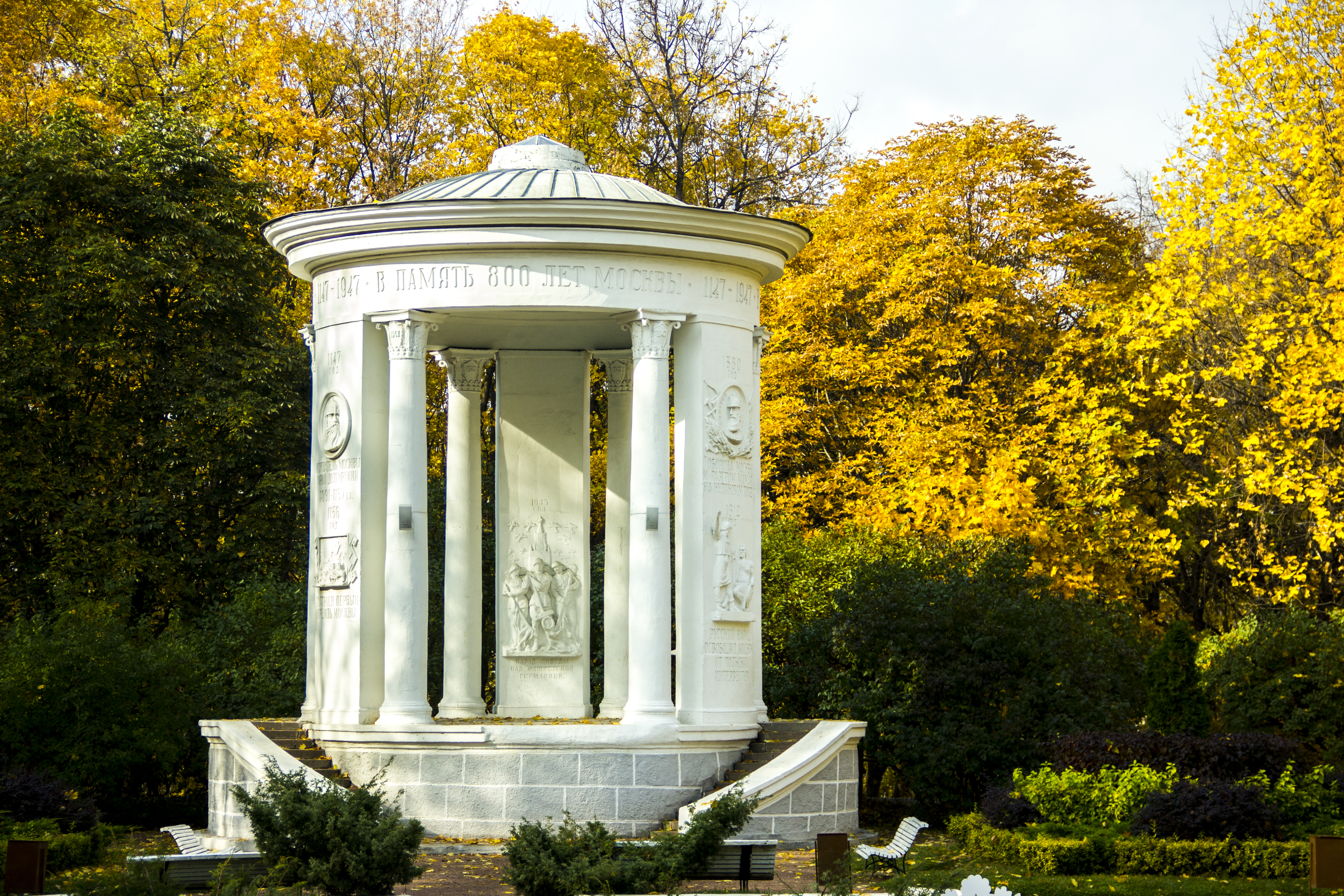
Ротонда в память 800-летия Москвы в Нескучном саду, 2014

К юбилею Москвы была выпущена медаль «В память 800-летия Москвы». Ей награждались трудящиеся, проживавшие в Москве и Подмосковье не менее пяти лет и участвовавшие в реконструкции города, всего было награждено около 1,7 миллиона человек.
В 1947 году была выпущена серия советских почтовых марок в память о 800-летии Москвы с изображениями московских достопримечательностей. В 1951 году в Нескучном саду на месте бывшей усадьбы графини Натальи Голицыной была установлена ротонда 800-летия Москвы авторства Дмитрия Чечулина, ставшая популярным местом отдыха.
В честь праздника получили название улица 800-летия Москвы и одноимённый переулок на севере города, образованный в 1990 году. Также раньше проектное название «Улица 800-летия Москвы» носила строящаяся станция метро «Яхромская» Люблинской-Дмитровской линии.